# ماتیلد مانوکیان
ماتیلد مانوکیان (ارمنی: Մաթիլդ Մանուկյան; انگلیسی: Matild Manukyan؛ ۱۹۱۴ – ۱۷ فوریهٔ ۲۰۰۱) یک کارآفرین ارمنی‌تبار اهل ترکیه بود.
وی در گورستان ارامنه شیشلی به خاک سپرده شد.